# Psychotria christophersenii
Psychotria christophersenii är en måreväxtart som beskrevs av W.Arthur Whistler. Psychotria christophersenii ingår i släktet Psychotria och familjen måreväxter. Inga underarter finns listade i Catalogue of Life.